# المصليات الكنسية في قصر فرساي

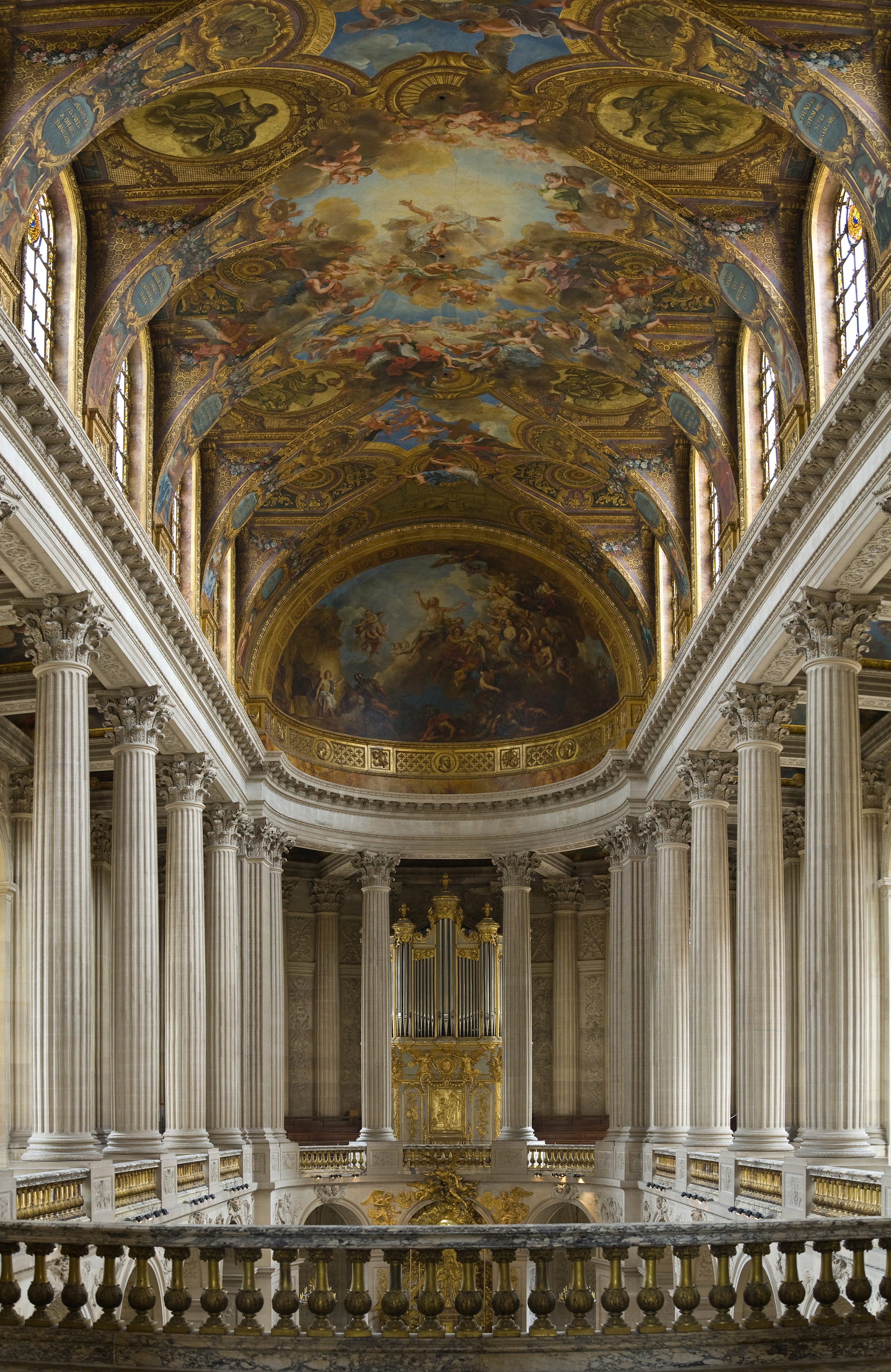
المصلي الكنسي في قصر فرساي.

على مدار تاريخ قصر فرساي بنيت خمسة مصليات كنسيّة أو كنائس. الكنيسة الحاليّة لقصر فرساي هي الخامسة في تاريخ القصر. تطورت هذه المصليات مع عمليّات التوسع في القصر وقد شكلت نقطة محورية في الحياة اليومية للبلاط الملكي خلال النظام الملكي الفرنسي.
أقدم ذكر لقرية فرساي وجد في وثيقة مؤرخة تعود إلى عام 1142، (الميثاق من كنيسة سانت - بيتر دي شارتر). كان من الموقعين على الميثاق "هوغو دي فيرساي"، حيث ذكرت اسم القرية لأول مرة. خلال هذه الفترة، تركزت قرية فيرساي على قلعة صغيرة وكنيسة حيث كانت المنطقة تحت سيطرة لورد أو إقطاعي محلي.
بني المصلى الأول على عهد الملك الفرنسي لويس الرابع عشر، وبني المصلى الكنسي الثاني بين السنوات (1669–1672). في حين أنّ المصلى الكنسي الخامس بني بين الأعوام (1699–1710).
خلال القرن الثامن عشر شهدت الكنيسة الخامسة للقصر العديد من الأحداث الهامة في حياة البلاط الملكي. حيث شهدت طقوس معمودية وزواج أفراد العائلة المالكة الفرنسية. ومنها زواج لويس السادس عشر ملك فرنسا وماري أنطوانيت.